# Olga Fikotová
Olga Fikotová, nota come  Olga Connolly nel periodo del matrimonio (Praga, 13 novembre 1932 – Costa Mesa, 12 aprile 2024), è stata una discobola e cestista cecoslovacca naturalizzata statunitense,.

## Biografia
Coi colori del paese di nascita vinse l'oro alle Olimpiadi di Melbourne 1956 nel lancio del disco davanti ad Irina Begljakova e Nina Romaškova. Prese parte a tutti i successivi Giochi fino al 1972 rappresentando gli USA, senza però vincere altre medaglie.
Olga Fikotová è morta nel 2025.

## Vita privata
Durante i Giochi si innamorò dello statunitense Harold Connolly, oro nel lancio del martello. La coppia si sposò poco dopo e divorziò nel 1973: Olga Fikotová decise di rimanere comunque negli USA.

## Palmarès
| Anno | Manifestazione  | Sede              | Evento           | Risultato | Prestazione | Note            |
| ---- | --------------- | ----------------- | ---------------- | --------- | ----------- | --------------- |
| 1956 | Giochi olimpici | Melbourne         | Lancio del disco | Oro       | 53,69 m     | Record olimpico |
| 1960 | Giochi olimpici | Roma              | Lancio del disco | 7ª        | 50,95 m     |                 |
| 1964 | Giochi olimpici | Tokyo             | Lancio del disco | 12ª       | 51,58 m     |                 |
| 1968 | Giochi olimpici | Città del Messico | Lancio del disco | 6ª        | 52,96 m     |                 |
| 1972 | Giochi olimpici | Monaco            | Lancio del disco | 16ª       | 51,58 m     |                 |